# Комсомольское (Фёдоровский район)
Комсомольское (до 1942 года - Ней-Цюрих (на-Карамане); нем. Neu-Zurich также Ново-Зоркино) — бывшее село в Фёдоровском районе Саратовской области, в настоящее время западная часть села Первомайское. Названо по материнской колонии.
Село находилось в степи, в пределах Сыртовой равнины, являющейся частью Восточно-Европейской равнины, на правом берегу реки Большой Караман.

## История
Дата основания не установлена. Предположительно основано во второй половине XIX века. Немецкая колония. Входила в состав Верхне-Караманской волости Новоузенского уезда Самарской губернии. Относилась к лютеранскому приходу Гнаденфлюр. 
С 1918 года - в составе Верхне-Караманского района Трудовой коммуны Немцев Поволжья (с 1923 года АССР немцев Поволжья), после перехода к кантонному делению в составе Фёдоровского кантона, с 1935 года - в составе Гнаденфлюрского кантона. В голод 1921 года родились 36 человек, умерли – 42. В 1926 году в селе имелись сельсовет, сельскохозяйственное кредитное товарищество. В период коллективизации организован колхоз имени Кирова. 
28 августа 1941 года был издан Указ Президиума ВС СССР о переселении немцев, проживающих в районах Поволжья, население было депортировано. Село, как и другие населённые пункты Гнаденфлюрского кантона, было включено в состав Саратовской области. Впоследствии переименовано в Комсомольское. Дата включения в состав села Первомайское не установлена.

## Население
Динамика численности населения
| 1889 | 1897 | 1910 | 1920 | 1922 | 1926 | 1931 |
| ---- | ---- | ---- | ---- | ---- | ---- | ---- |
| 145  | 232  | 232  | 679  | 657  | 352  | 683  |